# 熊本県道50号熊本嘉島線
熊本県道50号熊本嘉島線（くまもとけんどう50ごう くまもとかしません）は、熊本県熊本市南区から上益城郡嘉島町に至る県道（主要地方道）である。

## 概要
ほぼ全線にわたって緑川と並行している。

### 路線データ
- 起点：熊本県熊本市南区奥古閑町（国道501号交点、熊本県道234号天明川尻線上）
- 終点：熊本県上益城郡嘉島町大字上島（国道445号交点）

## 歴史
- 1993年（平成5年）5月11日 - 建設省から、県道天明川尻線の一部・県道川尻宇土線の一部・県道川尻甲佐線の一部が熊本嘉島線として主要地方道に指定される[1]。
- 1994年（平成6年） - 県道の路線認定。

## 路線状況

### 重複区間
- 熊本県道234号天明川尻線（熊本市南区奥古閑町（起点） - 熊本市南区美登里町）
- 熊本県道229号畠口川尻停車場線（熊本市南区八幡1丁目 - 熊本市南区川尻1丁目）
- 熊本県道297号川尻宇土線（熊本市南区川尻2丁目 - 熊本市南区川尻6丁目・杉島交差点）

## 地理

### 通過する自治体
- 熊本市（南区）
- 上益城郡嘉島町

### 交差する道路
| 交差する道路                                                       | 市町村名 | 市町村名 | 交差する場所 | 交差する場所       |
| ------------------------------------------------------------------ | -------- | -------- | ------------ | ------------------ |
| 国道501号 熊本県道234号天明川尻線 重複区間起点                     | 熊本市   | 南区     | 奥古閑町     | 起点               |
| 熊本県道234号天明川尻線 重複区間終点                               | 熊本市   | 南区     | 美登里町     |                    |
| 熊本県道229号畠口川尻停車場線 重複区間起点                         | 熊本市   | 南区     | 八幡1丁目    |                    |
| 熊本県道297号川尻宇土線 重複区間起点                               | 熊本市   | 南区     | 川尻2丁目    |                    |
| 熊本県道229号畠口川尻停車場線 重複区間終点 熊本県道236号神水川尻線 | 熊本市   | 南区     | 川尻1丁目    |                    |
| 国道3号 国道57号 重複 熊本県道297号川尻宇土線 重複区間終点         | 熊本市   | 南区     | 川尻6丁目    | 杉島交差点         |
| 熊本県道182号田迎木原線 / バイパス                                 | 上益城郡 | 嘉島町   | 大字犬渕     |                    |
| 熊本県道182号田迎木原線 / 旧道                                     | 上益城郡 | 嘉島町   | 大字下仲間   |                    |
| 国道266号                                                          | 上益城郡 | 嘉島町   | 大字上仲間   | 嘉島町上仲間交差点 |
| 国道445号 熊本県道104号熊本浜線 重複                               | 上益城郡 | 嘉島町   | 大字上島     | 終点               |

### 交差する鉄道
- 九州新幹線
- 鹿児島本線

### 沿線
- JR九州鹿児島本線 川尻駅
- 緑川
- 加勢川
- 三日月湖
- イオンモール熊本